# Celestis
Celestis (indirizzo Stargate: ) è un pianeta immaginario dell'universo fantascientifico di Stargate.
Il nome di questo pianeta significa Divino (nell'universo di Stargate la lingua degli Antichi influenzò il latino, dove Celestis divenne Caelestis, cioè Divino, Celeste, Sublime) e fu il luogo d'origine degli Alterani, la prima evoluzione degli esseri umani, che influenzarono l'intero universo di Stargate. Sul pianeta sorge la Città degli Dei, dove risiedono gli Ori ascesi, e, nascosta all'interno di una montagna, l'Ortus Mallum, villaggio dove si rifugiarono gli Antichi, prima della loro fuga, e dove fu costruita l'arca della verità.

## Storia
Milioni di anni fa, si sviluppò una civiltà avanzata su Celestis: gli Alterani, la prima evoluzione degli esseri umani. In seguito a una divisione filosofica interna, si formarono due fazioni: gli Ori, che dominarono la loro galassia per milioni di anni, e gli Antichi che fuggirono verso la Via Lattea.
Dopo la fuga degli Antichi, gli Ori evolsero seguendo la via del credo religioso, fino a raggiungere l'ascensione. Una volta raggiunto il nuovo stadio d'esistenza, crearono con i poteri ottenuti una nuova forma umana, il corrispettivo nella loro galassia degli umani della Terra, creati scientificamente con parte del DNA degli Antichi.
Gli umani di Celestis, vissero sotto il dominio degli Ori finché l'SG-1 non usò l'arca della verità sui Priori, liberandoli dal dominio di false divinità.

## Città degli Dei

### Informazioni generali
La Città degli Dei, chiamata anche Città di Celestis è un'enorme fortezza d'oro, costruita dagli Ori come loro tempio, nel mezzo delle pianure di Celestis. La città sembra essere il luogo centrale del culto degli Ori stessi, dove risiedono i loro servitori. Essa infatti contiene numerosi corridoi dove i seguaci passarono il tempo in meditazione quando cominciarono il loro cammino per diventare Priori degli Ori. Nella città venivano portati i manufatti Alterani per essere distrutti. Ogni cosa infatti che ricordasse gli Antichi o le origini non divine degli Ori era spacciato per qualcosa di demoniaco e doveva perciò essere distrutto. I membri dei gruppi segreti anti-Ori conservavano, sempre in segreto, questi manufatti a testimonianza delle loro tesi. Nel cuore della città risiedeva il Doci, il capo dei Priori, il cui compito era essere il portavoce diretto degli Ori e l'unico a poter vedere nelle Fiamme dell'Illuminazione (gli Ori).

### Storia recente
Daniel Jackson e Vala Mal Doran giunsero sulle Pianure di Celestis da un Priore e furono condotti all'interno della Città dove attesero studiando il Libro delle Origini. In seguito, Daniel chiese di poter parlare con il Doci, credendo che i seguaci degli Ori abbiano frainteso le parole degli esseri ascesi. Il Doci lo condusse di fronte alle Fiamme dell'Illuminazione, la forma fisica con cui si mostravano gli Ori, i quali affermarono che la crociata contro la Via Lattea era cominciata e che gli umani avrebbero dovuto adorarli o sarebbero stati distrutti.
Poco tempo dopo che Daniel e Vala fuggissero da Celestis, Gerak, Primo Ministro dei Jaffa, fu teletrasportato da un Priore fino alla Città degli Dei dove incontrò il Doci. Vedendo la potenza degli Ori, Gerak fu trasformato in un Priore nel tentativo degli Ori stessi di dimostrare la loro potenza ai Jaffa e condurli tra le loro schiere.
Durante l'ultima fase della guerra contro gli Ori, l'SG-1 fu catturata dall'Esercito degli Ori e condotto nella Città degli Dei, dove furono imprigionati e torturati dai Priori. La squadra riuscì tuttavia a fuggire e finì nella stanza dove risiedeva Adria, divenuta una degli Ori, che ordinò la loro morte. L'SG-1 riuscì però ad attivare l'arca della verità, trovata da Adria, e dimostrare così la vera natura degli Ori al Doci che, collegato telepaticamente con tutti i Priori, trasmise la verità, diminuendo di fatto i poteri di Adria e degli Ori. Sfruttando il minor potere di Adria, Morgana costrinse la Ori alla battaglia tra esseri ascesi, mettendo di fatto fine alla minaccia degli Ori.

### Luoghi della Città conosciuti

#### Fiamme dell'Illuminazione
Le Fiamme dell'Illuminazione sono il luogo dove risiedono collettivamente gli Ori, nei pressi della Stanza del Doci. Le Fiamme appaiono come un enorme muro di fuoco che serve come manifestazione fisica della forma ascesa degli Ori. In certe occasioni, un Ori può lasciare le Fiamme e impossessarsi temporaneamente del corpo del Doci per dimostrare la loro potenza ai loro credenti, come accadde quando Jackson fu condotto di fronte a loro.

#### Prigioni
La Città possiede diverse celle di detenzione molto simili alle prigioni medievali, dove ovviamente vengono rinchiusi i nemici degli Ori. Di solito, il Doci o i Priori torturano i prigionieri con i loro poteri, provocando grande sofferenza.
In queste celle fu condotta l'SG-1, quando fu catturata dall'Esercito Ori, e vi rimase finché Teal'c, creduto morto, non si infiltrò nella Città per liberare i propri compagni.

#### Sala d'attesa
La sala d'attesa è il luogo dove attendono gli ospiti della città. Essa è una sala adornata con un enorme tavolo al centro e delle sedie dove ci si può sedere, con al centro un cesto con frutta e altro cibo. Vi è anche una copia del Libro delle Origini per chi volesse leggerlo. Diverse porte chiudono la sala "intrappolando" gli ospiti finché un Priore non arriva per scortarli all'interno della Città.
In quest'area dell'edificio, attesero Vala e Daniel. Il dottore ebbe così il tempo di leggere il Libro delle Origini prima che il Priore, che precedentemente li ha condotti laggiù, tornasse per condurlo dal Doci.

#### Stanza di Adria
La stanza è il luogo dove risiede Adria, sia in forma umana che sotto forma di fiamma. Vala e l'arca della verità furono condotti in questa stanza dove Adria affermò di fronte a sua madre che avrebbe portato a termine la crociata nella Via Lattea e sarebbe diventata un dio. Nella stanza fu condotto anche il resto dell'SG-1 per essere uccisi. La squadra però riuscì ad attivare l'arca sul Doci che scoprì la verità sugli Ori, divulgando tutto telepaticamente anche agli altri Priori e mettendo fine al dominio degli Ori stessi.

#### Stanza del Doci
La Stanza del Doci è una struttura centrale nelle profondità della Città, dove risiede il leader dei Priori. Alla stanza si accede tramite un'enorme porta che si apre solo quando qualcuno desidera parlare con il Doci. Sul muro della stanza vi è il simbolo delle Origini che il Doci, solitamente, contempla per molto tempo.
Qui fu condotto Daniel Jackson quando volle parlare con il Doci, prima di vedere le fiamme degli Ori, e fu condotto anche Gerak, prima di diventare Priore.

## Ortus Mallum
L'Ortus Mallum (diventato in latino, Ortus Malum cioè Origine del Male) è il luogo dove si radunarono gli Alterani sopravvissuti alle persecuzioni degli Ori. Da lì, essi decisero di abbandonare la loro galassia d'origine per cercare una nuova dimora. Questa ricerca li condusse fino alla Via Lattea dove ricostruirono la loro civiltà che fu poi chiamata la civiltà degli Antichi. Per questo motivo, l'Ortus Mallum, chiamato così dagli Ori, viene ritenuto il luogo d'origine degli Antichi stessi.
Il villaggio è scavato all'interno di una montagna sul pianeta Celestis, vicino alle Pianure di Celestis. Qui fu creata e abbandonata l'arca della verità, dispositivo per combattere gli Ori. Quando gli Alterani decisero di abbandonare il loro pianeta verso una destinazione sconosciuta, essi uscirono, con la loro astronave, letteralmente dalla montagna, seppellendo così il villaggio e l'arca al suo interno. Il dispositivo fu ritrovato da Daniel Jackson, Vala Mal Doran e Teal'c.
All'epoca del ritrovamento, nel 2007, il villaggio era stato coperto dalla foresta. Quando l'SG-1 recuperò l'arca e uscì dalle pericolanti rovine fu catturata dall'Esercito Ori e l'Odyssey, in attesa in orbita, dovette ritirarsi dopo essere stata attaccata da quattro navi madri Ori. Daniel e Vala furono condotti nella Città degli Dei mentre Teal'c, creduto morto, fu abbandonato nelle Pianure di Celestis.

## Ver Eger
Ver Eger è un villaggio popolato da credenti degli Ori e del Libro delle Origini. Esso è situato su Celestis, il pianeta d'origine degli Alterani, ed è uno dei tanti mondi umani creati dagli Ori nella loro galassia per essere adorati. Gli abitanti del villaggio sono chiamati Ver Egen e l'SG-1 entrò in contatto con loro quando Vala Mal Doran e Daniel Jackson finiscono nel corpo di due abitanti locali, attraverso il dispositivo di comunicazione a lungo raggio, usato anche dagli Antichi. Durante questo breve periodo, i due vengono a conoscenza dell'esistenza degli Ori.